# Osoblažský výběžek (přírodní památka)
Osoblažský výběžek je přírodní památka v okrese Bruntál v Moravskoslezském kraji v Česku. Předmětem ochrany je populace kuňky ohnivé. Chráněné území bylo vyhlášen 27. července 2013. Leží v nadmořské výšce 210–234 metrů a její rozloha je 67,1 hektaru.